# Roman Dmowski
Roman Stanisław Dmowski, född 9 augusti 1864 i Warszawa, död 2 januari 1939 i Drozdowo, nära Łomża, var en polsk högerpolitiker och ideolog. Dmowski var en av grundarna till den nationalistiska rörelsen Nationell demokrati, och verkade under det ryska styret i Kongresspolen för polsk självständighet. I den andra polska republiken som uppstod efter första världskriget blev Dmowski en av landets mest framträdande politiker, samtidigt som han intog en allt mer auktoritär och antisemitisk politisk hållning.

## Biografi
Ursprungligen var Dmowski en av de politiska ledare som arbetade för att återskapa Polen som nationalstat. Dmowski var med och bildade folkrörelsen Nationell demokrati, och grundade 1895 den nationaldemokratiska tidskriften Przeglad Wszechpolski. Under en tid samverkade Dmowski med de polska socialdemokraterna under Józef Piłsudski, men förespråkade en annan lösning för Polenfrågan och var uttalad motståndare till Piłsudskis politik. Dmowski såg det framtida Polen som en nationalstat i väst-centrala Polen, medan Piłsudskis linje var att återskapa ett multi-nationellt Polen, som skulle omfatta västra Vitryssland och Ukraina. 
De polska socialisternas anslutning till de ryska 1905 ledde till ett närmande mellan Dmowski och tsarismen, vars samtycke till en polsk självstyrelse under rysk överhöghet han räknade med stöd för. Som ledamot för första ryska riksduman 1906 och ledare av polska fraktionen under den andra och tredje spelade han en framträdande roll. Som socialist och tyskfientlig, agiterade Dmowski i tal och skrift för sina idéer och utgav bland annat på polska och ryska Tyskland, Ryssland och polska frågan (1908). Ännu under första världskriget drömde Dmowski om ett autonomt Polen under tsarens spira och försökte vinna ententen för en restitution av Preussens f.d. polska områden. Efter Rysslands sammanbrott 1917 blev hans mål emellertid en självständig polsk stat. Dmowski representerade Polen vid fredskongressen i Paris och undertecknade tillsammans med Ignaz Paderewski Versaillesfreden å Polens vägnar. Oktober-december 1923 var han Polens utrikesminister. Efter Piłsudskis statskupp 1926 och nationaldemokraternas valnederlag 1928 lämnade Dmowski politiken. Han memoarer utkom på polska 1925 med titeln "Den polska politiken och statens återuppbyggande".
Dmowski blev också känd för sin uttalade antisemitism och socialdarwinism. Under andra delen av 1930-talet uttryckte Dmowski ofta sin stora beundran för och frändskap med den italienska fascismen. Han uttalade sig också uppskattande om de tyska nazisternas inställning till judar. Dmowski dog några månader innan andra världskriget bröt ut.